# Heinrich Held (Theologe)

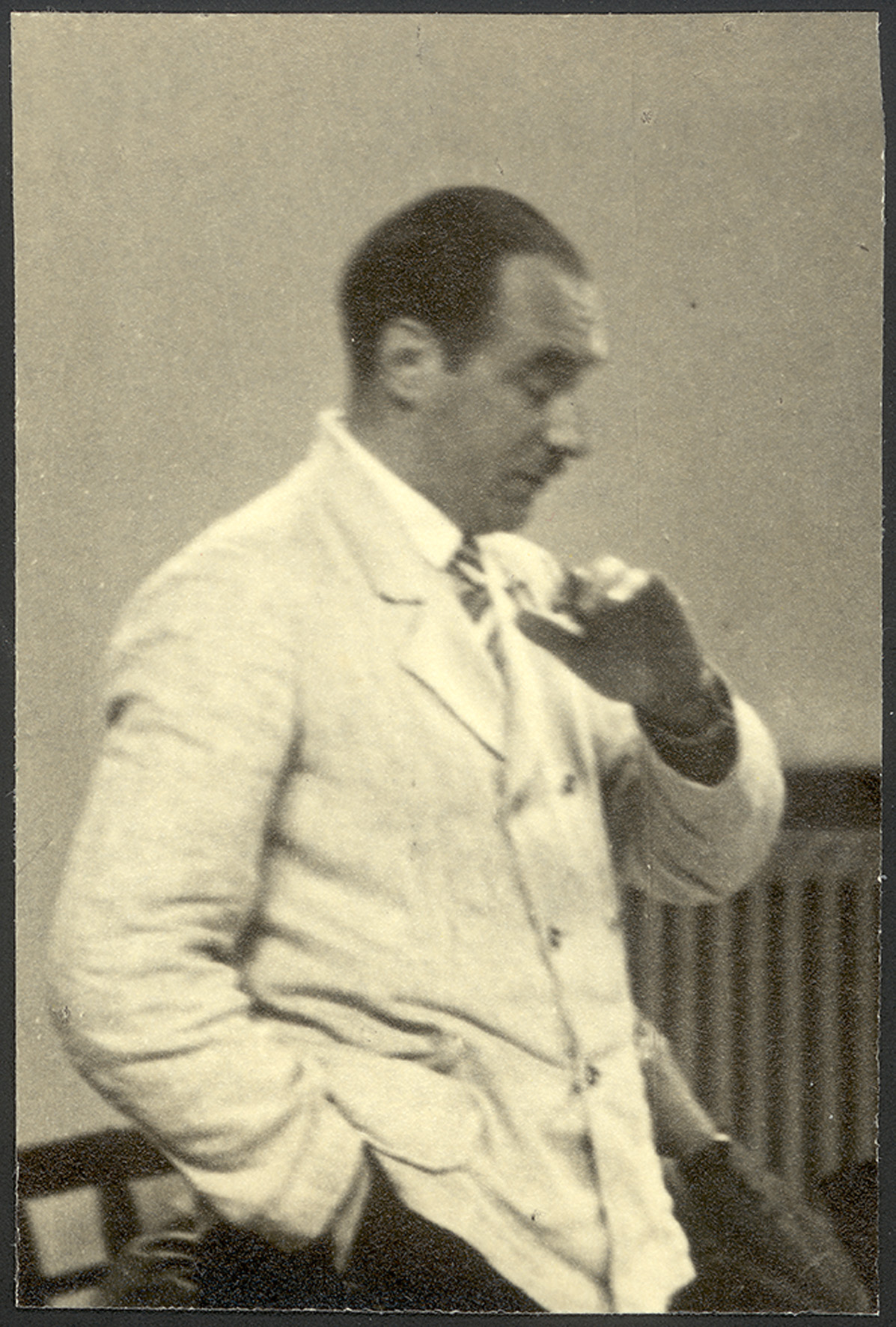
Heinrich Held (1934)

Heinrich Karl Ewald Held (* 25. September 1897 in St. Johann, Saar; † 19. September 1957 in Düsseldorf) war deutscher evangelischer Theologe.

## Leben
Held, Sohn eines Zuschneiders und Leiters einer privaten Zuschneider-Schule in Köln, besuchte das Friedrich-Wilhelm-Gymnasium in Trier und dann das Friedrich-Wilhelm-Gymnasium in Köln. Dort legte er 1915 – schon als Rekrut – das Notabitur ab. Von 1915 bis 1918 nahm er als Freiwilliger am Ersten Weltkrieg teil (Eisernes Kreuz II. Klasse). Nach dem Krieg studierte Held an der Universität Bonn, dort trat er der Burschenschaft Rheno-Germania Bonn im Schwarzburgbund bei, und an der Universität Tübingen, dort gehörte zu seinen Lehrern Adolf Schlatter, Evangelische Theologie. Nach dem Examen war er erst Vikar in Köln und besuchte dann ein Jahr das Predigerseminar in Wittenberg. Ab 1924 war er Hilfsprediger (heute: Pfarrer zur Anstellung) in Wesseling für die evangelische Gemeinde Brühl. 1925 heiratete er Hildegard Röhrig, eine Pfarrerstochter aus Elberfeld. 1930 wurde er zum Pfarrer in Essen-Rüttenscheid gewählt.
Kurz nach der Machtübernahme Adolf Hitlers protestierte Held im Namen Essener Pfarrer in einem Telegramm an das preußische Innenministerium gegen die rechtswidrige Einsetzung staatlicher Kommissare in der evangelischen Kirche. Daraufhin wurde er als erster evangelischer Pfarrer inhaftiert. Held war als eine der führenden Persönlichkeiten des kirchlichen Widerstandes mit einem reichsweiten Redeverbot belegt. Ungeachtet dessen stellte er mit seiner "rechten Hand" Irene Thiessiess große Mengen an Flugblättern und Schriften her, die Irene im ganzen Ruhrgebiet verteilte. Er gehörte zu den Begründern der rheinischen Sektion des Pfarrernotbundes um Martin Niemöller. Heinrich Held war Mitinitiator der Bekennenden Kirche im Rheinland, Mitglied des altpreußischen Bruderrats und der Barmer Bekenntnissynode. Er rettete gemeinsam mit Gustav Heinemann und den Pfarrern Friedrich Graeber und Johannes Böttcher den 50 bis 60 Juden, die sich in den Kellern ausgebombter Essener Häuser noch bis Ende des Krieges versteckt hatten, das Leben, indem er ihnen die überlebensnotwendigen Lebensmittel brachte, und zwar auch noch nach dem 17. September 1944, dem Tag, an dem „die letzten Juden“ aus Essen deportiert worden waren und Essen offiziell als „judenfrei“ galt. Die dafür notwendigen Lebensmittelmarken waren von den drei Pfarrern gesammelt und von Mitgliedern der Bekennenden Kirche, die aus Solidarität mit den verfolgten Juden Hunger in Kauf nahmen, „für bedürftige Gemeindeglieder“ gespendet worden. Nach dem Zweiten Weltkrieg partizipierte er am Kirchlichen Einigungswerk des württembergischen Landesbischofs Theophil Wurm.
Im Mai 1945 wurde Heinrich Held zum Superintendenten des Kirchenkreises Essen gewählt. Im Oktober 1945 gehörte er zu den Mitunterzeichnern des Stuttgarter Schuldbekenntnisses. 1946 wurde er als Mitglied der Leitung der Evangelischen Kirche im Rheinland zum Oberkirchenrat berufen. 1947 wurde er Vorsitzender des Bruderrats der Evangelischen Kirche in Deutschland und im Januar 1949 letztlich zum ersten Präses der Evangelischen Kirche im Rheinland gewählt. 1956 wurde er in diesem Amt von der rheinischen Landessynode bestätigt. Zwischen 1949 und 1954 war er außerdem Mitglied des Rats der EKD. 1952–1954 war er Vorsitzender des Rates der Evangelischen Kirche der Union. Er hat das Hilfswerk der EKD und den Deutschen Evangelischen Kirchentag mitbegründet. Held hat entschieden zum äußeren und inneren Wiederaufbau der rheinischen Kirche nach dem Zweiten Weltkrieg beigetragen.
Gemeinsam mit dem westfälischen Präses Karl Koch vertrat er die evangelische Kirche bei den Beratungen zum Grundgesetz der Bundesrepublik Deutschland. Seit 1925 war Heinrich Held mit Hildegard Röhrig (1901–1978) aus Elberfeld verheiratet. Aus der Ehe gingen sechs Kinder hervor. Sein Sohn Heinz Joachim Held (* 1928) war von 1975 bis 1993 Präsident im Kirchenamt der EKD.
Nach der Rückkehr von einer Tagung des Lutherischen Weltbundes in Minneapolis erlag Heinrich Held sechs Tage vor seinem sechzigsten Geburtstag einer Lungenembolie.

## Ehrungen
Die evangelisch-theologische Fakultät der Rheinischen Friedrich-Wilhelms-Universität Bonn verlieh Heinrich Held 1948 die Ehrendoktorwürde.
Die Städte Essen und Meisenheim haben Verkehrsflächen nach Heinrich Held (beziehungsweise Präses Held) benannt. Des Weiteren tragen Altenheime in Essen, das „Heinrich-Held-Haus“ (2008), und ab 2010/11 das Altenheim der Diakonie Michaelshoven (Köln) in Wesseling, Präses-Held-Haus, seinen Namen. Richtfest war am 16. Juli 2010.
Am 16. September 2003 wurde Heinrich Held gemeinsam mit seinem Essener Amtsbruder Johannes Böttcher und dessen Ehefrau Käthe posthum mit dem Ehrentitel Gerechter unter den Völkern geehrt. Die Holocaust-Gedenkstätte Yad Vashem in Jerusalem verleiht diese Auszeichnung an nichtjüdische Personen, die während des Nationalsozialismus unter Einsatz ihres Lebens Juden vor Verfolgung und Ermordung durch die Nationalsozialisten gerettet haben.